# Yannick Fraatz
Yannick Fraatz (* 12. August 1999 in Köln) ist ein deutscher Handballspieler. Er spielt in der Bundesliga für den Bergischen HC auf der rechten Außenposition.

## Karriere
Sein erstes Pflichtspiel bestritt Fraatz mit 17 Jahren im DHB-Pokal gegen den SC Magdeburg. Als Jugendspieler war Fraatz bei der HSG Nordhorn und dem TV Bissendorf-Holte aktiv. Am 17. Juni 2017 bestritt er gegen Italien sein erstes Spiel für die U19-Nationalmannschaft. In diesem Spiel erzielte der Linkshänder drei Tore.
Zur Saison 2018/19 wechselte Fraatz zum Bergischen HC. Im März 2021 zog sich der Außenspieler im Training einen Kreuzbandriss zu. Nach zwei Operationen und elf Monaten Pause gab er im Februar 2022 sein Comeback. Nach den langwierigen Verletzungen von Sven Ehrig und Jarnes Faust verpflichtete ihn der deutsche Rekordmeister THW Kiel im Oktober 2022 als Ersatz bis zum Ende der Saison 2022/23. Mit dem THW wurde er 2023 deutscher Meister.

## Privat
Yannick Fraatz ist der Sohn des ehemaligen Nationalspielers Jochen Fraatz.